# Marco Ladner
Marco Ladner (* 22. April 1998 in Zams) ist ein österreichischer Ski-Freestyler aus Ischgl, Tirol.

## Werdegang
Ladner nimmt seit 2011 an Wettbewerben der FIS teil. Sein Weltcupdebüt hatte er im August 2012 in Cardrona, welches er auf dem 27. Platz in der Halfpipe beendete. Bei seiner ersten Olympiateilnahme 2014 in Sotschi kam er auf den 19. Platz auf der Halfpipe. Bei den Freestyle-Skiing-Weltmeisterschaften 2015 am Kreischberg platzierte er sich im Halfpipe-Bewerb auf Rang 6.